# Bukit Bingtang Plaza
Le Bukit Bintang Plaza, ou BB Plaza, est un centre commercial de Kuala Lumpur, en Malaisie, qui a ouvert ses portes en 1979. Il est situé dans le quartier de Bukit Bintang. Le site était autrefois occupé par le parc Bukit Bintang, l'un des anciens parcs d'attractions qui existaient autrefois dans la capitale ; ouvert en 1932 sous le nom de Hollywood Park, puis rebaptisé Bukit Bintang Park en 1936 après un changement de propriétaire, et finalement fermé le 30 juin 1972 et démoli peu de temps après. Son seul locataire important est Metrojaya, qui est situé au troisième étage.
Plaza BB est célèbre pour ses différents magasins qui vendent des vêtements, des montres, etc. Plaza BB est situé à côté de Sungei Wang Plaza, à proximité du Lot 10, de Berjaya Times Square, d'Imbi Plaza, de Low Yat Plaza et de KL Plaza, et également non loin de la gare routière de Pudu Raya. La Plaza BB est également accessible en monorail jusqu'à Imbi ou Bukit Bintang.